# Zbliżenie techniką dopasowania
Zbliżenie techniką dopasowania (ZDT) ang. coital alignment technique (CAT) jest pozycja seksualną, zwaną potocznie mieleniem zboża ang. grinding the corn. Jest wariantem pozycji misjonarskiej mający na celu zwiększenie stymulacji łechtaczki podczas stosunku płciowego (kopulacji). Osiąga się to przez połączenie przesunięcia ciała mężczyzny do przodu (wariant pozycji zwany z angielskiego "wysoką jazdą" ang. riding high) z subtelnymi ruchami bioder wykonywanymi przez obydwoje partnerów w rytm stosunku.

## Technika[2][3][4][5][6][7][8][9]

Zbliżenie techniką dopasowania

Rozpoczyna się od klasycznej pozycji misjonarskiej z penisem wprowadzonym do pochwy. Mężczyzna unosi swoje ciało się nad  kobietą podpierając się dłońmi lub przedramionami. Następnie przesuwa się w górę wzdłuż ciała kobiety, aż jego penis, który bez tego przesunięcia byłby skierowany "w górę", będzie skierowany "w dół", a grzbietowa strona trzonu prącia lub jego kość łonowa zacznie naciskać na łechtaczkę (w efekcie penis oprze się o jej kość łonową). Biodra mężczyzny znajdują się dokładnie nad biodrami kobiety (stąd angielska nazwa pozycji). Wskazane jest aby kobieta objęła partnera nogami, tak że jej stopy spoczywają na jego łydkach, co ułatwi jej ruchy biodrami. Pozycja sprawdza się najlepiej, jeśli mężczyzna nie musi utrzymywać całego ciężaru swojego ciał na rękach lub ramionach. Może położyć się częściowo na kobiecie, opierając część swojego ciężaru na jednym jej boku, jednocześnie obejmując ramionami jej plecy i trzymając ją mocno. W odróżnieniu od klasycznej pozycji misjonarskiej, ciało mężczyzna porusza się w dół (w stosunku do kobiety) w trakcie ruchu w kierunku do wewnątrz pochwy i w górę w trakcie ruchu w kierunku na zewnątrz pochwy. W ruchach muszą brać udział obydwoje i dotyczą one samych bioder, bez pomagania sobie rękoma lub nogami. Kiedy kobieta wykonuje ruch biodrami w górę mężczyzna stawia opór z mniejszą siła niż jej nacisk. Kiedy mężczyzna wykonuje ruch biodrami w dół, kobieta stawia opór mniejszy niż jego nacisk. W tym ruchu najwyższą pozycję od najniższej dzieli ok. 10 cm. Rezultatem jest seria "małych kolizji", zamiast standardowych ruchów frykcyjnych. Ruchy są subtelne, skoordynowane, delikatne, rytmiczne, powolne. Jest to więcej niż pozycja seksualna; jest to skoordynowany ruch, który powoduje pobudzenie seksualne, któremu partnerzy pozwalają narastać aż do naturalnego osiągnięcia szczytowania. Jeśli kobieta osiągnie orgazm jako pierwsza mężczyzna może rozpocząć normalne ruchy frykcyjne aby osiągnąć szczytowanie. Zmodyfikowane zbliżenie techniką dopasowania, w którym kobieta trzyma nogi razem pomiędzy nogami mężczyzny pozwala partnerowi na wykonywanie ruchów zbliżonych do normalnych pchnięć. Wariant z kobietą na górze jest znany jako odwrotne zbliżenie techniką dopasowania.

## Zalety i wady
Pozycja pozwala na stymulację łechtaczki kobiety. Pozwala ona również na pocałunki i bliskość.
Nie pozwala na głęboką penetrację. Przyzwyczajenie się do niej może zająć mężczyźnie trochę czasu, ponieważ nie ma w niej typowych pchnięć.

## Historia i  badania
Zbliżenie techniką dopasowania po raz pierwszy zostało zdefiniowane przez amerykańskiego psychoterapeutę Edwarda Eichela, a oryginalne badanie zostało opublikowane przez E. Eichel, J. Eichel i S. Kule w 1988 roku w Journal of Sex & Marital Therapy. Od tamtej pory zagadnienie doczekało się kilku publikacji wyników badań w tym sam magazynie. W 1992 Kaplan i uczestnicy jej terapi seksualnej opisali próbę zespołu wykorzystania ZDT, przyznając, że uczestnicy powrócili do starych pozycji, po kilku próbach, z powodu strachu przed rozczarowaniem swoich partnerów. Ich apel do innych terapeutów seksualnych o dokładniejsze badania nad tą pozycją zainspirowały serie kontrolowanych badań przeprowadzonych przez Hurlberta i kolegów pokazujących statystycznie istotne wyniki w seksualnej terapii w leczeniu kobiet z obniżonym popędem płciowym.